# ديفيد الكسندر (لاعب كرة قدم أمريكية)
ديفيد الكسندر (بالإنجليزية: David Alexander)‏ هو لاعب كرة قدم أمريكية أمريكي، ولد في 28 يوليو 1964 في سيلفر سبرينغ في الولايات المتحدة.

## وصلات خارجية
- ديفيد الكسندر على موقع مرجع كرة القدم المحترفة.كوم (الإنجليزية)